# Nephelomys keaysi
Nephelomys keaysi är en däggdjursart som beskrevs av J. A. Allen 1900. Nephelomys keaysi ingår i släktet Nephelomys och familjen hamsterartade gnagare. Inga underarter finns listade i Catalogue of Life.
Artepitet i det vetenskapliga namnet hedrar Herbert H. Keays som under en expedition till Peru samlade flera djur, däribland artens holotyp, som sedan undersöktes vid American Museum of Natural History.
Arten listades en längre tid i släktet risråttor.
Denna gnagagr förekommer i Anderna i Peru och Bolivia. Den lever i regioner som ligger 1000 till 2600 meter över havet. Arten vistas i fuktiga bergsskogar och den besöker även odlingsmark.